# Hermann Bagusche
Hermann Paul Otto Bagusche, Pseudonym: Ernst Valentin, (* 14. November 1884 in Liegnitz, Provinz Schlesien; † 26. Mai 1969 in Heidelberg) war ein deutscher Chefredakteur, Schriftsteller und Journalist.

## Leben
Hermann Bagusche war der Sohn von Fritz Bagusche und dessen Ehefrau Emilie Bagusche, geborene Heinze. Von 1910 bis 1944 arbeitete er als Chefredakteur für die Heidelberger Neuesten Nachrichten und hatte deren Schriftleitung inne. In seiner Freizeit betätigte er sich auch als Verfasser von Theaterschauspielen. So stammt der Einakter-Zyklus Außenseiter aus seiner Feder. Dieser wurde im Stadttheater Krefeld uraufgeführt.
Nach dem Einstellen des Erscheinens der Heidelberger Neuesten Nachrichten wurde Hermann Bagusche im September 1944 stellvertretender Chefredakteur der seit 1931 erscheinenden nationalsozialistischen Zeitung Die Volksgemeinschaft. Kampfblatt der Nationalsozialisten für Franken, Odenwald und Bauland. Amtliches Verkündungs-Organ für Staats- und Gemeinde-Behörden. Heidelberger Beobachter. Wegen dieser Tätigkeit wurde er 1947 als Minderbelasteter verurteilt.

## Werke (Auswahl)
- Heidelberger Skizzen, Heidelberg 1911.
- Der Damenspiegel, Heidelberg 1913.
- Ostasiens kommender Weltbrand. Die Rollenverteilung der verschiedenen Nationen, Darmstadt 1918.
- Extrablatt. Zusatz zu den Waffenstillstandsbedingungen, in: Heidelberger Neueste Nachrichten vom 13. November 1918.
- Einkehr in eine Welt der Wunder, in: Heidelberger Fremdenblatt, Nr. 7, 1951.
- Wunder der Sternenwelt. Eine volkstümliche Himmelskunde, Heidelberg 1957.
- Es gibt keinen Tod, Büdingen-Gettenbach 1957.